# Koilliskulma
Le Koilliskulma ou Keskusta II est l'un des quatre quartiers du centre-ville d'Hämeenlinna en Finlande.

## Présentation
Le quartier, situé sur les rives du lac Vanajavesi dans la partie nord du centre-ville, est traversé par la rue Lukiokatu qui est bordée par la bibibliothèque municipale, l'agence d'administration régionale de la Finlande méridionale et le lycée d'Hämeenlinna,
Le quartier, qui est le plus petit d'Hämeenlinna, abrite aussi le port d'Hämeenlinna, le parc de Sibelius, le parc de l'indépendance et la salle paroissiale centrale d'Hämeenlinna.
Le quartier est voisin de Linnanniemi, Hämeensaari, Saaristenmäki et Keinusaari.